# Shorttrack-Europameisterschaften 2004
Die Shorttrack-Europameisterschaften 2004 waren die 8. Auflage der Shorttrack-Europameisterschaften und fanden vom 16. Januar bis zum 18. Januar 2004 in Zoetermeer statt. Nach Den Haag im Jahr 2001 war die Niederlande damit zum zweiten Mal Ausrichter der kontinentalen Titelkämpfe. Insgesamt wurden vier Europameistertitel vergeben, jeweils einer im Mehrkampf und in der Staffel bei Frauen und Männern. Ausrichter war die Internationale Eislaufunion (ISU).
Im Mehrkampf setzte bei den Frauen Ewgenija Radanowa ihre Siegesserie fort und gewann ihren fünften Mehrkampftitel in Folge. Auf den Plätzen landeten Tatjana Borodulina und Marta Capurso. Bei den Männern dominierte Italien. Es gewann Nicola Rodigari vor seinen Landsleuten Fabio Carta und Nicola Franceschina. In der Staffel setzte sich bei den Frauen Russland vor Italien, bei den Männern Italien vor Russland durch. Dritter wurde jeweils das deutsche Quartett.

## Teilnehmende Nationen
Insgesamt nahmen 132 Athleten aus 24 Ländern an den Europameisterschaften teil, darunter 78 Männer und 54 Frauen.
| Teilnehmende Nationen (Frauen/Männer)                                                               | Teilnehmende Nationen (Frauen/Männer)                                                     | Teilnehmende Nationen (Frauen/Männer)                                                   | Teilnehmende Nationen (Frauen/Männer)                                                                   |
| --------------------------------------------------------------------------------------------------- | ----------------------------------------------------------------------------------------- | --------------------------------------------------------------------------------------- | --- |
| Belarus (2/5) Belgien (1/5) Bulgarien (5/5) Deutschland (5/5) Frankreich (1/5) Großbritannien (2/5) | Israel (2/2) Italien (5/5) Kroatien (0/2) Lettland (2/1) Niederlande (5/5) Norwegen (0/1) | Österreich (2/2) Polen (0/5) Rumänien (1/1) Russland (5/5) Schweden (1/1) Schweiz (0/2) | Serbien und Montenegro (1/0) Slowakei (1/5) Slowenien (2/0) Tschechien (5/1) Ukraine (1/5) Ungarn (5/5) |

## Zeitplan
Der Zeitplan war parallel für Frauen und Männer wie folgt gestaltet.
Freitag, 16. Januar 2004
- 1500 m: Vorlauf, Halbfinale, Finale
- Staffel: Vorlauf

Samstag, 17. Januar 2004
- 500 m: Vorlauf, Viertelfinale, Halbfinale, Finale
- Staffel: Halbfinale

Sonntag, 18. Januar 2004
- 1000 m: Vorlauf, Halbfinale, Finale
- 3000 m: Superfinale
- Staffel: Finale

## Ergebnisse

### Frauen

#### Mehrkampf
- In den Spalten 500 m, 1000 m, 1500 m und 3000 m ist erst angegeben, welche Platzierung der Athlet erreichte, dahinter in Klammern, wie viele Punkte er dafür erhielt.
- Jeder Athlet, der in ein Finale gekommen ist, erhält dort für seine Platzierung Punkte, von 34 Punkten für den ersten Platz geht es bis zu einem Punkt für den achten Platz. Tritt ein Athlet nicht an (DNS), wird er disqualifiziert (DSQ) oder erreicht er nicht das Ziel (DNF), bekommt er keine Punkte für den Allround-Wettbewerb.

| Rang | Name               | Punkte | 500 m  | 1000 m | 1500 m | 3000 m |
| ---- | ------------------ | ------ | ------ | ------ | ------ | ------ |
| 1.   | Ewgenija Radanowa  | 104    | 1 (34) | 1 (34) | 1 (34) | 7 (2)  |
| 2.   | Tatjana Borodulina | 76     | 6 (0)  | 2 (21) | 2 (21) | 1 (34) |
| 3.   | Marta Capurso      | 34     | 8 (0)  | 8 (0)  | 3 (13) | 2 (21) |
| 4.   | Aika Klein         | 29     | 49 (0) | 4 (8)  | 4 (8)  | 3 (13) |
| 5.   | Katia Zini         | 29     | 2 (21) | 16 (0) | 7 (0)  | 4 (8)  |
| 6.   | Nina Jewtejewa     | 22     | 4 (8)  | 3 (13) | 8 (0)  | 8 (1)  |
| 7.   | Kateřina Novotná   | 18     | 3 (13) | 14 (0) | 9 (0)  | 5 (5)  |
| 8.   | Mara Zini          | 8      | 7 (0)  | 7 (0)  | 5 (5)  | 6 (3)  |

#### Einzelstrecken
500 Meter
| Rang | Name              | Zeit     |
| ---- | ----------------- | -------- |
| 1.   | Ewgenija Radanowa | 44,882 s |
| 2.   | Katia Zini        | 45,636 s |
| 3.   | Kateřina Novotná  | 46,050 s |
| 4.   | Nina Jewtejewa    | 46,199 s |

Datum: 17. Januar 2004
1000 Meter
| Rang | Name               | Zeit         |
| ---- | ------------------ | ------------ |
| 1.   | Ewgenija Radanowa  | 1:37,158 min |
| 2.   | Tatjana Borodulina | 1:37,881 min |
| 3.   | Nina Jewtejewa     | 1:37,891 min |
| 4.   | Aika Klein         | 1:38,253 min |

Datum: 18. Januar 2004
1500 Meter
| Rang | Name               | Zeit         |
| ---- | ------------------ | ------------ |
| 1.   | Ewgenija Radanowa  | 2:48,282 min |
| 2.   | Tatjana Borodulina | 2:48,429 min |
| 3.   | Marta Capurso      | 2:48,533 min |
| 4.   | Aika Klein         | 2:48,642 min |
| 5.   | Mara Zini          | 2:48,651 min |
| 6.   | Christin Priebst   | 2:48,722 min |

Datum: 16. Januar 2004
3000 Meter Superfinale
| Rang | Name               | Zeit         |
| ---- | ------------------ | ------------ |
| 1.   | Tatjana Borodulina | 5:33,897 min |
| 2.   | Marta Capurso      | 5:35,153 min |
| 3.   | Aika Klein         | 5:43,759 min |
| 4.   | Katia Zini         | 5:44,870 min |
| 5.   | Kateřina Novotná   | 5:45,681 min |
| 6.   | Mara Zini          | 5:47,109 min |
| 7.   | Ewgenija Radanowa  | 5:47,490 min |
| 8.   | Nina Jewtejewa     | 5:51,390 min |

Datum: 18. Januar 2004

#### Staffel
| Rang | Name                                                                           | Zeit         |
| ---- | ------------------------------------------------------------------------------ | ------------ |
| 1.   | RusslandJelisaweta Iwljewa Nina Jewtejewa Tatjana Borodulina Marina Tretjakowa | 4:26,687 min |
| 2.   | ItalienKatia Zini Catia Borrello Evelina Rodigari Marta Capurso                | 4:26,764 min |
| 3.   | DeutschlandChristin Priebst Aika Klein Yvonne Kunze Ulrike Lehmann             | 4:27,055 min |
| 4.   | BulgarienAnna Krastewa Daniela Wlaewa Ewgenija Radanowa Milena Popowska        | 4:35,023 min |

Datum: 16. bis 18. Januar 2004

### Männer

#### Mehrkampf
- In den Spalten 500 m, 1000 m, 1500 m und 3000 m ist erst angegeben, welche Platzierung der Athlet erreichte, dahinter in Klammern, wie viele Punkte er dafür erhielt.
- Jeder Athlet, der in ein Finale gekommen ist, erhält dort für seine Platzierung Punkte, von 34 Punkten für den ersten Platz geht es bis zu einem Punkt für den achten Platz. Tritt ein Athlet nicht an (DNS), wird er disqualifiziert (DSQ) oder erreicht er nicht das Ziel (DNF), bekommt er keine Punkte für den Allround-Wettbewerb.

| Rang | Name                | Punkte | 500 m   | 1000 m | 1500 m | 3000 m |
| ---- | ------------------- | ------ | ------- | ------ | ------ | ------ |
| 1.   | Nicola Rodigari     | 81     | 2 (21)  | 3 (13) | 1 (34) | 3 (13) |
| 2.   | Fabio Carta         | 63     | 7 (0)   | 1 (34) | 2 (21) | 4 (8)  |
| 3.   | Nicola Franceschina | 57     | 1 (34)  | 2 (21) | 17 (0) | 7 (2)  |
| 4.   | Pieter Gysel        | 47     | 35 (0)  | 7 (0)  | 3 (13) | 1 (34) |
| 5.   | Sebastian Praus     | 29     | 5 (5)   | 11 (0) | 6 (3)  | 2 (21) |
| 6.   | Sergei Prankewitsch | 18     | 3 (13)  | 37 (0) | 9 (0)  | 5 (5)  |
| 7.   | Jon Eley            | 17     | 4 (8)   | 5 (0)  | 4 (8)  | 8 (1)  |
| 8.   | Cees Juffermans     | 11     | DSQ (0) | 4 (8)  | 8 (0)  | 6 (3)  |

#### Einzelstrecken
500 Meter
| Rang | Name                | Zeit     |
| ---- | ------------------- | -------- |
| 1.   | Nicola Franceschina | 42,845 s |
| 2.   | Nicola Rodigari     | 42,933 s |
| 3.   | Sergei Prankewitsch | 43,023 s |
| 4.   | Jon Eley            | 43,027 s |
| 5.   | Sebastian Praus     | 43,396 s |

Datum: 17. Januar 2004
1000 Meter
| Rang | Name                | Zeit         |
| ---- | ------------------- | ------------ |
| 1.   | Fabio Carta         | 1:35,599 min |
| 2.   | Nicola Franceschina | 1:35,613 min |
| 3.   | Nicola Rodigari     | 1:35,716 min |
| 4.   | Cees Juffermans     | 1:35,739 min |

Datum: 18. Januar 2004
1500 Meter
| Rang | Name              | Zeit         |
| ---- | ----------------- | ------------ |
| 1.   | Nicola Rodigari   | 2:23,483 min |
| 2.   | Fabio Carta       | 2:23,501 min |
| 3.   | Pieter Gysel      | 2:23,715 min |
| 4.   | Jon Eley          | 2:24,311 min |
| 5.   | Guillaume Mathieu | 2:24,328 min |
| 6.   | Sebastian Praus   | 2:24,436 min |
| 7.   | Thomas Bauer      | 2:24,701 min |

Datum: 16. Januar 2004
3000 Meter Superfinale
| Rang | Name                | Zeit         |
| ---- | ------------------- | ------------ |
| 1.   | Pieter Gysel        | 5:11,707 min |
| 2.   | Sebastian Praus     | 5:12,804 min |
| 3.   | Nicola Rodigari     | 5:15,999 min |
| 4.   | Fabio Carta         | 5:16,003 min |
| 5.   | Sergei Prankewitsch | 5:17,304 min |
| 6.   | Cees Juffermans     | 5:18,764 min |
| 7.   | Nicola Franceschina | 5:23,927 min |
| 8.   | Jon Eley            | 5:57,913 min |

Datum: 18. Januar 2004

#### Staffel
| Rang | Name                                                                                 | Zeit         |
| ---- | ------------------------------------------------------------------------------------ | ------------ |
| 1.   | ItalienMaurizio Carnino Nicola Franceschina Roberto Serra Nicola Rodigari            | 7:11,668 min |
| 2.   | RusslandSergei Prankewitsch Dmitri Wasilenko Alexander Gertsikow Jaroslaw Karpoukhin | 7:11,966 min |
| 3.   | DeutschlandSebastian Praus Thomas Bauer André Hartwig Arian Nachbar                  | 7:13,883 min |
| 4.   | NiederlandeCees Juffermans Dave Versteeg Niels Kerstholt Robbert-Kees Boer           | 7:14,922 min |

Datum: 16. bis 18. Januar 2004

## Medaillenspiegel
| Platz  | Land        | Gold | Silber | Bronze | Gesamt |
| ------ | ----------- | ---- | ------ | ------ | ------ |
| 1      | Italien     | 2    | 2      | 2      | 6      |
| 2      | Russland    | 1    | 2      | –      | 3      |
| 3      | Bulgarien   | 1    | –      | –      | 1      |
| 4      | Deutschland | –    | –      | 2      | 2      |
| Gesamt | Gesamt      | 4    | 4      | 4      | 12     |